# Jon Elster
Jon Elster (Oslo, 22 de fevereiro de 1940) é um filósofo norueguês radicado nos Estados Unidos, notável expoente do marxismo analítico e da filosofia política  e crítico da teoria econômica neoclássica.

## Principais obras
- Leibniz and the development of economic rationality (Oslo, 1975)
- Logic and Society (New York, 1978)
- Ulysses and the Sirens (Cambridge, 1979)
- An Introduction to Karl Marx (Cambridge, 1986)
- The Cement of Society: A study of social order (Cambridge, 1989)
- Solomonic Judgments: Studies in the limitation of rationality (Cambridge, 1989)
- Nuts and Bolts for the Social Sciences (Cambridge, UK, 1989)
- Local Justice: How institutions allocate scarce goods and necessary burdens (Russell Sage, 1992)
- Political Psychology (Cambridge, 1993)
- The Ethics of Medical Choice (London, 1994) - with Nicolas Herpin
- Strong Feelings: Emotion, Addiction, and Human Behavior The Jean Nicod Lectures. (MIT Press, 1999)
- Alchemies of the Mind: Rationality and the Emotions (Cambridge, 1999)
- Ulysses Unbound: Studies in Rationality, Precommitment, and Constraints (Cambridge Univ. Press, 2000)
- Closing the Books: Transitional Justice in Historical Perspective (Cambridge, 2004)
- Explaining Social Behavior: More Nuts and Bolts for the Social Sciences (Cambridge, 2007; revised ed. 2015)
- Reason and Rationality (Princeton University Press, 2009)
- Alexis de Tocqueville: The First Social Scientist (Cambridge University Press, 2009)
- Le désintéressement (Paris: Seuil 2009)
- L'irrationalité (Paris: Seuil 2010)
- Securities against Misrule. Juries, Assemblies, Elections (Cambridge University Press, 2013) ISBN 9781107649958